# Trål

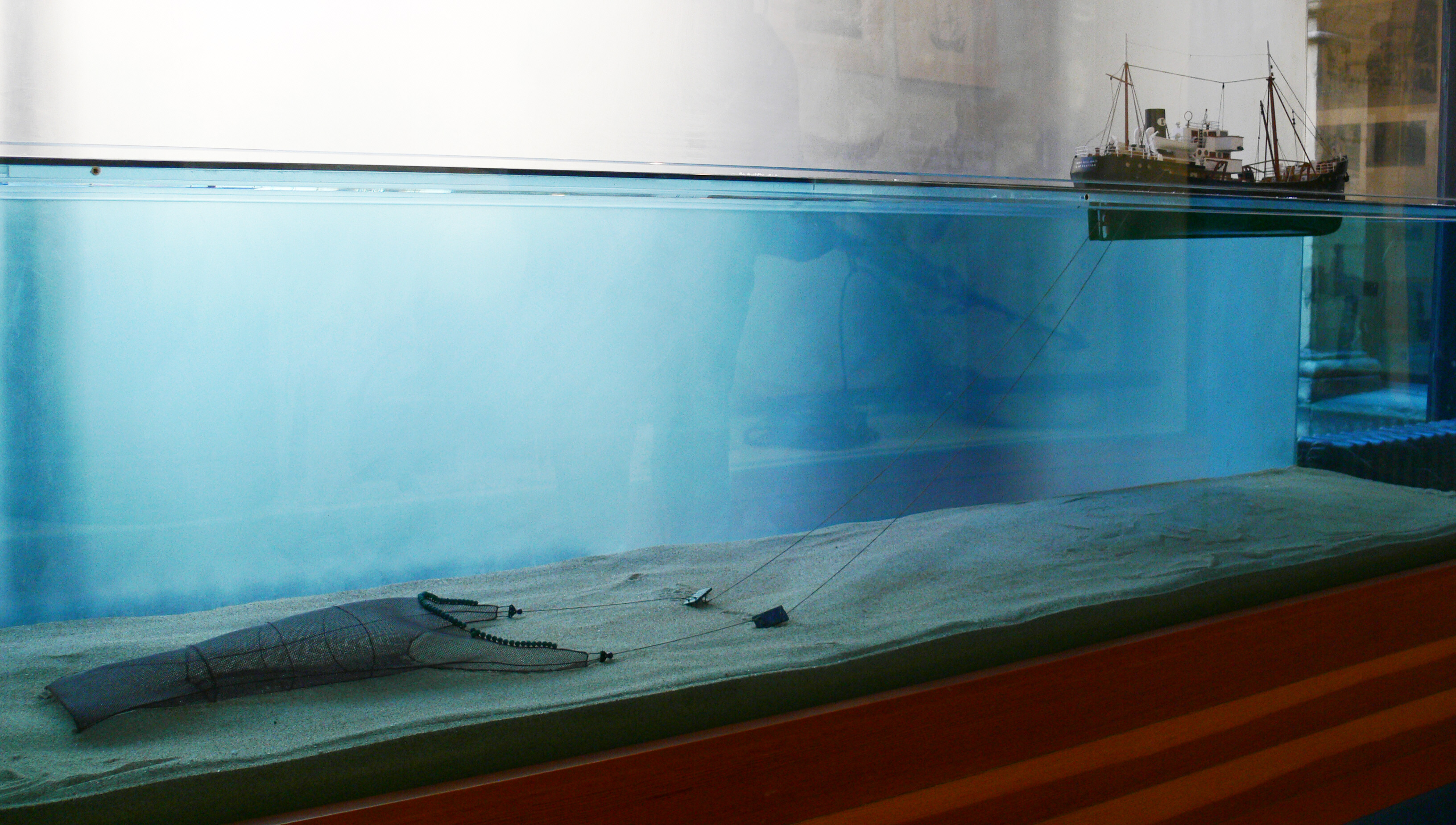
Bottentrålning

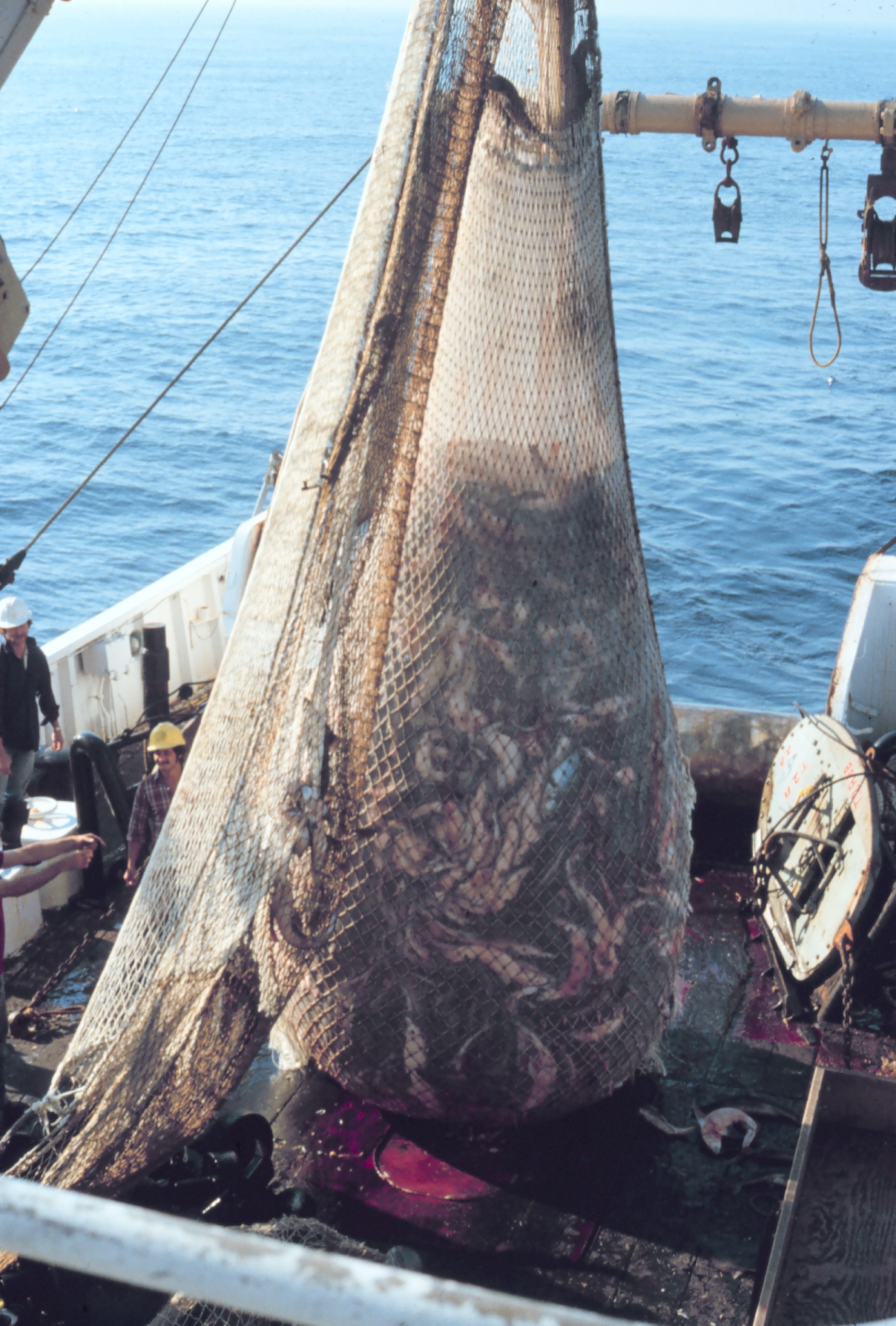
Trål full med fisk

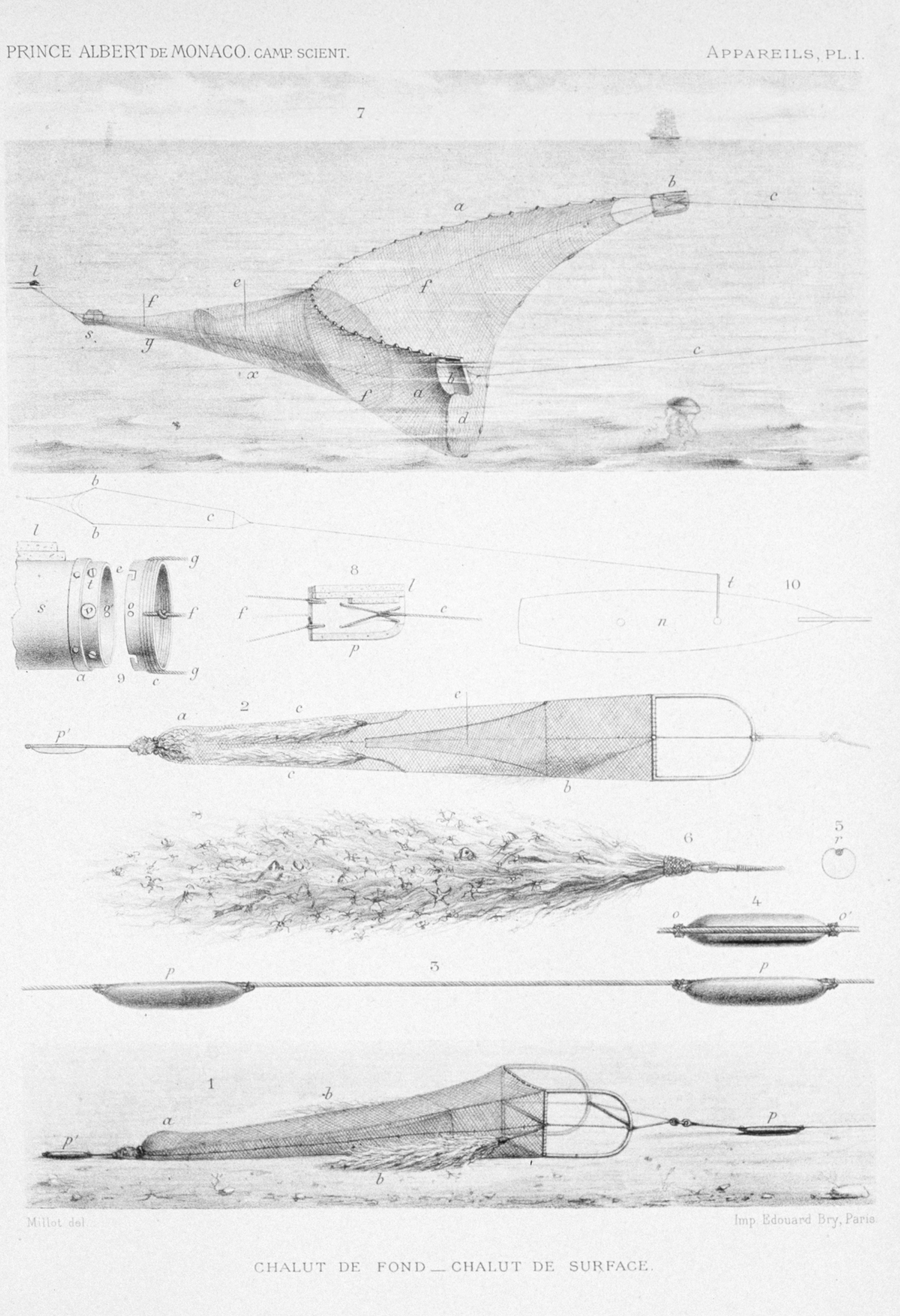
Trålar för yt- respektive djuphavstrålning, använda för studier av vattenlivet i samband med prins Albert I av Monacos havsexpedition.

Trål är det vanligast förekommande fiskeredskapet vid kommersiellt fiske och står mängdmässigt för merparten av världens fångster. En trål är ett strutformat/koniskt nätredskap som släpas efter en eller flera fiskebåtar (så kallade trålare). Trålar finns i olika storlekar, från hobbytrålar för husbehovsfiske som kan dras av småbåtar med utombordsmotorer till mycket stora avsedda för mesopelagiskt industrifiske.

## Historik
Tidigaste kända användande av en trål härrör från Irland 1874. Då det krävdes stor dragkraft och jämn fart kom inte trålen till sin rätt och blev ganska sällsynt fram till dess att man började med fiskebåtar drivna av förbränningsmotor. Det var först på 1930-talet trålen fick sitt stora genombrott, och vid den tiden anskaffades även de första trålarna i Skåne och Blekinge. Efter andra världskriget har trålfisket blivit helt dominerande inom det storskaliga fisket.

## Konstruktion
Trålen består av flera olika delar: påsen, tunneln, hugget och svepen. Dessa delar är fristående och kan bytas ut för att anpassa trålen efter olika förhållanden såsom målart, önskad vertikal och horisontell trålöppning eller båten (eller båtarnas samlade) maskinstyrka.
Påsen är den sista delen av trålen från båten räknat och det är i den fångsten samlas.
Påsens maskstorlek är anpassad efter målarten så att vattenmotståndet blir så lågt som möjligt utan att någon fångst slipper igenom maskorna. 
Påsen fästs i tunneln som även den har en maskstorlek anpassad efter målart kontra vattenmotstånd. Tunneln leder till hugget vilket är trålens öppning. Maskorna som hugget består av är inte målartsanpassade utan deras syfte är att upprätthålla trålens geometri och skapa vattenflöde in mot tunneln. Trots sina ofta meterstora maskor uppnår hugget en viss fångstpotential på grund av den vallande effekt vattenflödet har på fisken.
Hela trålens konstruktion bygger på att det är vattenflödets vallande effekt som fångar fisken snarare än att fisken fastnar i maskorna som hos ett traditionellt nät. Trålar utformas för att så lite fisk som möjligt skall fastna i maskorna då det sänker trålens effektivitet kraftigt om för mycket fisk fastnar i maskorna.
I trålöppningens överkant fästs stora flöten. På de senaste trålmodellerna är dessa flöten ofta inbyggda i trålen eller ersatta av ett uppåtskärande segel, en så kallad kite. Här fäster man eventuellt ett så kallat trålöga, vilket är ett ekolod som gör att man kan se hur mycket fisk som passerar genom trålens öppning. Trålöppningens underkant består av någon form av sjunkande material, exempelvis kätting.
Trålöppningens sidor är avsmalnande och delar sig till det som kallas armarna. En trål har oftast fyra armar men vissa trålmodeller har fler för att öka vallningseffekten. I änden av armarna är de så kallade "svepen" fästa, det vill säga de linor trålen släpas med. Var svepen sedan fästs beror på vilken metod man valt för att släpa fram trålen.

## Partrålning
När trålen släpas av en ensam båt använder man två sidoskärande hydrodynamiska vingar, så kallade trålbord för att uppnå spridning på trålen. En ovanligare, alternativ metod för att uppnå spridning med en båt är att använda bommar, en metod som främst används vid fiske efter räka i USA och Holland. Istället för att använda trålbord kan man släpa trålen efter två båtar, så kallad partrålning. Då skapas trålens spridning av avståndet mellan de två båtarna och inga trålbord behövs. Partrålning kan även vara en metod för båtar med liten maskinstyrka att släpa stora trålar då den samlade dragstyrkan ökar när två båtar hjälps åt att släpa trålen. Vid partrålning erhåller man även en mycket precisare kontroll över trålens position i vattnet och kan styra trålens uppåt- och nedåtskärning betydligt noggrannare. Partrålning sker uteslutande vid pelagiskt och mesopelagiskt fiske. Skotska, irländska och svenska fiskare är de som mest anammat partrålning som släpmetod.

## Typer av trålar
Det finns i huvudsak tre olika typer av trålar: Pelagiska midvattentrålar, pelagiska bottentrålar och demersala bottentrålar för skaldjur och icke-pelagisk fisk. Pelagisk midvattentrål är den vanligaste tråltypen och används för att fånga pelagiska fiskar såsom sill och makrill och mesopelagiska arter som skarpsill och lanternfisk (engelska lanternfish). Pelagisk bottentrål är en väldigt ovanlig tråltyp och används vid fiske efter sandålar, så kallad tobis. Bottentrålar för skaldjur används för att fånga räka och kräfta, trålfiske efter havskräfta håller till stor del på att ersättas av burfiske.
Bottentrålar för icke-pelagiska fiskar används för att fånga ej stimbildande fiskar som  marulk och rödtunga.

## Miljökonsekvenser
Kritik har framförts mot de olika varianterna av bottentrålning då dessa tenderar att påverka de bottnar man drar dessa över. Bottentrålning är idag ett av de största hoten mot haven och fiskbestånden, och klassificeras som storskaligt destruktivt fiske. 
Bifångst kallas allt det som kommer med "på köpet". I många fall slängs bifångsten helt enkelt tillbaka i havet - död eller döende. När man trålar efter räkor kan bifångsten utgöra hela 90 procent av den totala fångsten.
Ett exempel på hur trålfiske gentemot vanligt fiske kan skada fiskbeståndet är i Öresund, där metoden sedan lång tid tillbaka varit förbjuden. Till följd av förbudet har man sett att fiskbeståndet i Öresund är uppemot hundra gånger större än i ställen som t.ex. Kattegatt, där trålfiske pågått under lång tid och där torsken är starkt utrotningshotad. Man har också sett andra skillnader så som att åldersfördelningen för fisken är betydligt mycket bredare i Öresund jämfört med andra havsområden.